# Mayway Records
Mayway Records is een Belgisch onafhankelijk muzieklabel gevestigd in Kortrijk. Het label werd opgericht in 2017 en specialiseert zich in Belgische pop, rock en alternatieve muziek.

## Geschiedenis
Eind jaren 2000 kocht Tony Vandenbogaerde, na een tip van een kennis, 7 paletten met demo's en singles van de VRT. In die collectie bleek heel wat obscure Belgische muziek uit de jaren '90 en 2000 te zitten. Daarop richtte Vandenbogaerde Mayway Records op om een reeks compilatiealbums uit te brengen. De naam van het label is afgeleid van de Engelse vertaling van Meiweg, de straat waar het label zich vestigde.
Daarnaast begon het label ook lokale artiesten te tekenen om hun albums uit te brengen. Zo bracht het label muziek uit van bands zoals The Ugly Papas, Gesman en JtotheC. Mayway haalde hun eerste commerciële successen met Mooneye, die in 2019 De Nieuwe Lichting won. Sindsdien tekende het label artiesten zoals Meskerem Mees, Isolde Lasoen, The Haunted Youth, en Meltheads.

## Artiesten

### Huidige artiesten
- ÃO
- Arend Delabie
- Aure
- Bobbi Lu
- Calicos
- Crackups
- Dirk.
- Dressed Like Boys
- Eosine
- Isaac Roux
- Isolde Lasoen
- King Viktor
- Marble Sounds
- Meltheads
- Meskerem Mees
- Mooneye
- The Haunted Youth

### Voormalige artiesten
- Black Leather Jacket
- Bonfire Lakes
- Definitivos
- Emy
- Galine
- Gesman
- Heisa
- JtotheC
- Mauger
- Mortier
- Ugly Papas
- Wolker

## Releases

### Compilaties
- Belgian Nuggets 90s-00s Vol.1 (2017)
- Belgian Nuggets 90s-00s Vol. 2 (2018)
- Mayway Records Promo Sampler #1 (2020)

## Links
- Mayway Records op Discogs
- Mayway Records op Bandcamp